# گرنیس (آرکانزاس)
گرنیس (آرکانزاس) (به انگلیسی: Grannis, Arkansas) یک شهر در ایالات متحده آمریکا با جمعیت ۵۵۴ نفر است که در آرکانزاس واقع شده‌است.